# Franz Sikora (Forschungsreisender)

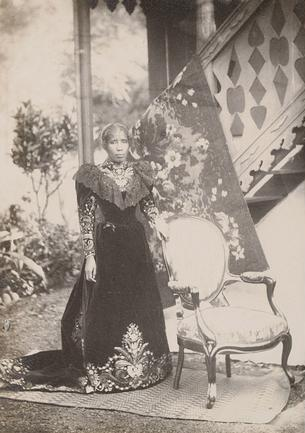
Foto von Franz Sikora (1897): Königin von Madagaskar (Ranavalona III.)

Franz Sikora (* 12. Jänner 1863 in Stockerau, Niederösterreich, Österreich-Ungarn; † 23. Mai 1902 auf der Insel Reunion, Indischer Ozean) war ein Sammler, Händler und Naturalist.

## Leben

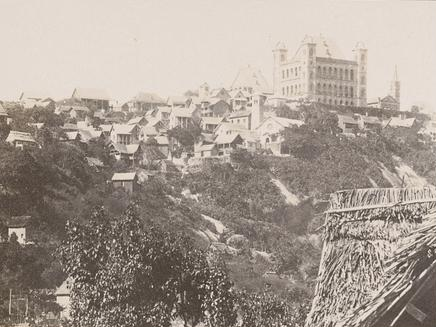
Foto von Franz Sikora (vor 1898): Palast der Königin; Antananarivo

Franz Sikora wuchs in Wien, in Mariahilf (7. Bezirk), auf und wurde als Pfeifenschneidergehilfe ausgebildet. Er bereiste zahlreiche Länder (u. a. Sardinien, Türkei, Tansania, Madagaskar, Insel Reunion), wo er u. a. Insekten und andere Tierarten sammelte und dokumentarische Fotos erstellte. Seine Funde verkaufte er an europäische Museen (insbesondere an das Naturhistorische Museum Wien), an Institute und an Spezialisten. Aufgrund politischer Unruhen in Antananarivo (Madagaskar) musste er auf die Insel Reunion übersiedeln und starb dort mit knapp 39 Jahren an Schwarzwasserfieber.
Seine Funde führten zu Entdeckungen neuer Arten, die teilweise die Artenbezeichnung sikorae erhielten (z. B.eine Art des Blattschwanzgeckos und der Rheocles). Trotz seiner Beiträge für die Wissenschaft blieb er in seiner Heimat Österreich weithin unbekannt.